# Wärst du doch in Düsseldorf geblieben
"Wärst du doch in Düsseldorf geblieben" är en sång, ursprungligen skriven på tyska av Georg Buschor och Christian Bruhn.
Siw Malmkvist spelade in sången på svenska, som "Ingenting går upp mot gamla Skåne". Den fungerade som B-sida till singeln Mamma är lik sin mamma ("Sadie, the Cleaning Lady"), vilken utgavs i augusti månad 1968. Texten skrevs då av Per Spelman. Hennes version låg även på Svensktoppen under två oktoberveckor 1968.